# Schranne Augsburg

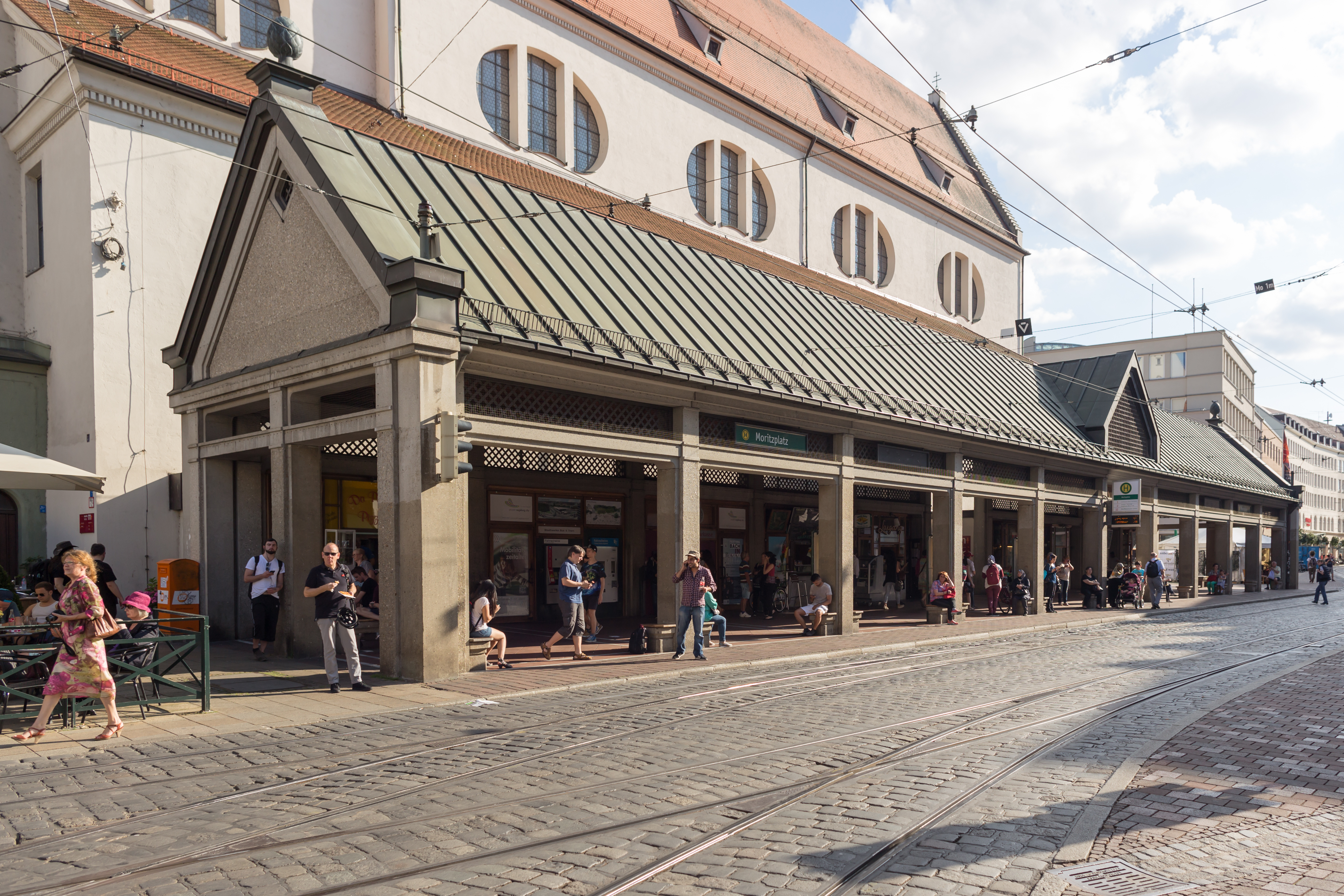
Die Schranne an der Maximilianstraße

Die Schranne, nicht zu verwechseln mit der Schrannenhalle, ist ein Gebäude in der Bürgermeister-Fischer-Straße zwischen dem Moritzplatz und der Maximilianstraße in der Altstadt von Augsburg.
Sie wurde in den Jahren 1979 bis 1980 von der Architektengemeinschaft Engel-Hansjakob-Pfister-Schiffler nach dem Vorbild einer 1906 abgebrochenen Kornschranne an gleicher Stelle errichtet. Die Schranne beherbergt zahlreiche kleine Ladengeschäfte und dient zugleich der Straßenbahn- und Bushaltestelle „Moritzplatz“ als Wartehalle.

## Die historische Kornschranne
Zu reichsstädtischen Zeiten diente die alte Schranne an der Nordseite der Moritzkirche als Lagermöglichkeit für Getreidevorräte, bis 1899 wurde sie zudem von der Augsburger Feuerwehr als Unterstand für Löschfahrzeuge genutzt. Im November 1906 musste die baufällige Halle der Verkehrsführung auf der neu angelegten Bürgermeister-Fischer-Straße weichen. An ihrer Stelle entstand eine Freifläche mit Sitzbänken und einer Balustrade als Abgrenzung zum Straßenraum.

## Der Neubau
Nachdem für einen Neubau lange die notwendigen finanziellen Mittel gefehlt hatten, wurden im Zuge der Einbeziehung des Moritzplatzes in die Augsburger Fußgängerzone in den Jahren 1978/1979 Pläne für eine Wiedererrichtung der Schranne bekannt. Der Stadtrat genehmigte am 31. Januar 1979 schließlich den Bau einer Halle in Stahlbeton-Ausführung, der sich in Länge und Höhe am historischen Vorbild orientierte, in der Breite jedoch etwas schmäler war.
Der Widerstand der „Alt-Augsburg-Gesellschaft“ und die Kampagne einer „Bürgeraktion Moritzplatz“ mit 13.000 Protestunterschriften konnten das Vorhaben nicht verhindern: am 23. September 1980 wurde die neue Halle offiziell von Oberbürgermeister Hans Breuer und Stadtbaurat Friedrich-Hermann Stab seiner Bestimmung übergeben.

## Die Schranne heute
Der einstige Streit ist in Vergessenheit geraten und die Wartehalle ist mittlerweile ein beliebter Treffpunkt in der Augsburger Innenstadt. Wie die seinerzeit horrenden Baukosten von 900.000 DM zustande gekommen sind, ist dabei auch heute noch deutlich erkennbar: Das 48 m lange, 8 m hohe und 7 m breite Bauwerk verfügt über eine Holzdecke aus rötlichem Mahagoni, an der eigens gestaltete Hängeleuchten angebracht sind. Die Betonelemente sind steinmetzartig bearbeitet, im Boden sind Ziegelbänder verlegt. Das Dach der Halle ist in Kupferblech gearbeitet und an den beiden Giebeln prangt je eine Zirbelnuss, das Augsburger Stadtsymbol.